# Ahmed Mushaima
Ahmed Ali Ahmed Ali Mushaima (ur. 13 grudnia 1982) – bahrajński piłkarz występujący na pozycji bramkarza w drużynie Al-Ahli.

## Kariera piłkarska
Ahmed Mushaima w 2011 został powołany do kadry na Puchar Azji rozgrywany w Katarze. Jego drużyna zajęła 3. miejsce w grupie i nie awansowała do dalszej fazy.